# Parc national de Kongernes Nordsjælland
Le parc national de Kongernes Nordsjælland est un des 4 parcs nationaux du Danemark. Situé dans la région nord de l’île de Zélande, sa création date du 12 décembre 2014 et il a ouvert au public en 2018.

## Présentation
Le parc national de Kongernes Nordsjælland est situé dans la région de Hovedstaden dans le Seeland. Il possède une superficie de 246 km². Il est principalement composé de lande et de forêt.
Il s'étend à l'Ouest depuis le lac Arresø, le plus grand lac du pays, à la ville de Gribskov au Nord, au détroit de Cattégat à l'Est et au Sud jusqu'aux limites nord de l'agglomération de Copenhague. Gribskov est l’une des plus grandes forêts du Danemark, avec des chênes centenaires, une faune et une flore riches, des sites préhistoriques et des possibilités de randonnée et de cyclisme
Le parc bénéficie de plusieurs statuts de protection, notamment comme zone Natura 2000.
Il abrite des dolmens, tumuli, des ruines médiévales, des châteaux et des palais royaux,.

## Faune
Plusieurs espèces de cerfs peuvent être observées dans toute la région ainsi que des renards roux et des blaireaux. Il y a aussi une riche vie d’oiseaux dans les bois avec des buses, des pics noirs, des balbuzards pêcheurs, des hiboux et des pygargues à queue blanche. La lande attire les oies cendrées et les vanneaux huppés, tandis que le martin-pêcheur commun, le cincle plongeur et le garrot à œil d'or peuvent être vus autour des lacs.

## Liens externes

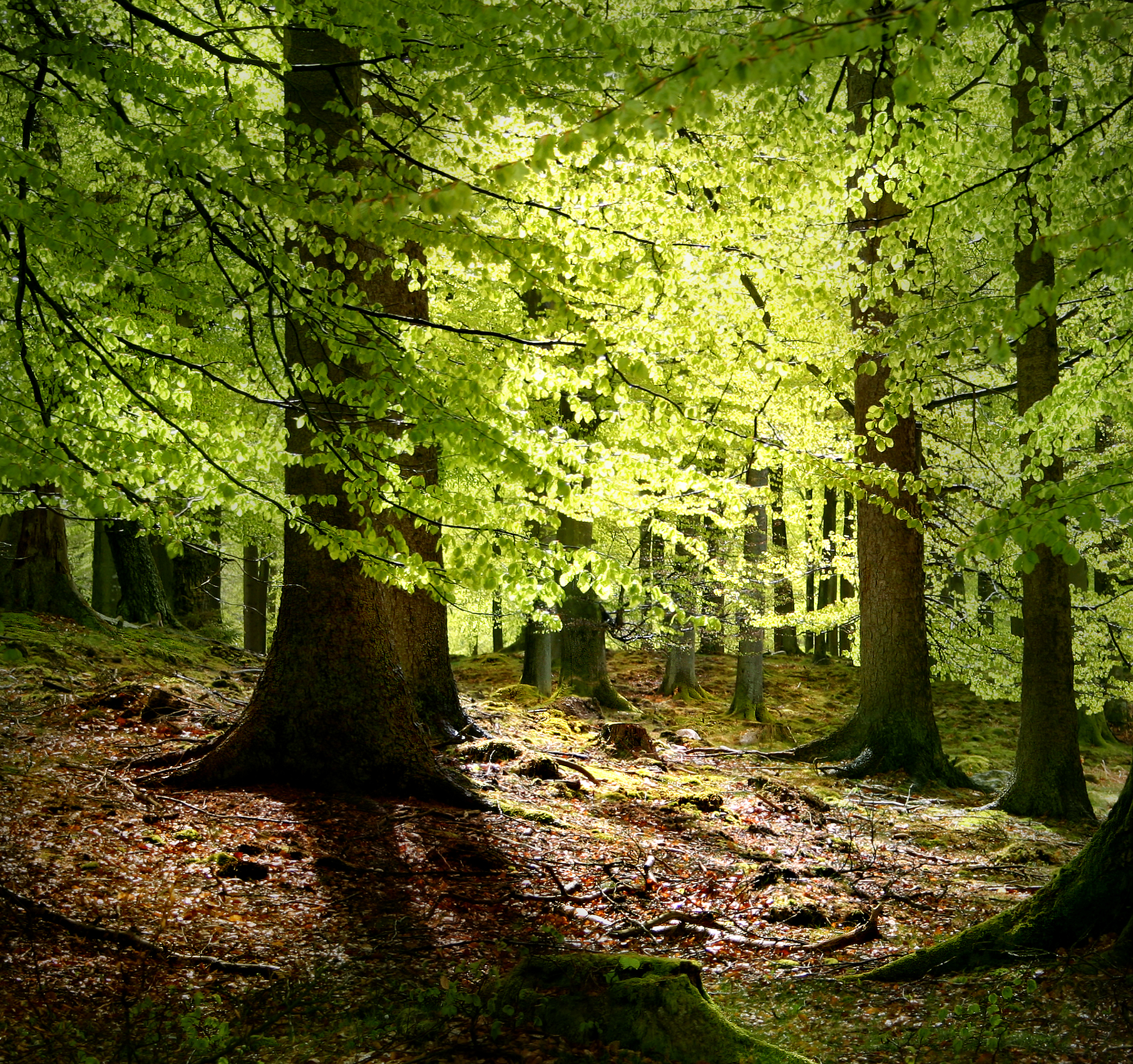
Forêt protégée dans le parc national de Kongernes Nordsjælland.